# 萨宾堂区
萨宾堂區（英語：Sabine Parish）是位於美国路易斯安那州西部的一個堂區，西隔沙賓河與德克萨斯州相望，面積2,620平方公里。根據2020年美國人口普查，共有人口22,155人。治所梅尼（Many）。該堂區成立於1843年3月27日，名稱來自萨宾河和沙賓自由邦。